# Глубокая Балка (Ростовская область)
Глубо́кая Ба́лка — посёлок в Сальском районе Ростовской области России. Входит в Гигантовское сельское поселение.

## География
Находится вблизи юго-восточной окраины посёлка Гигант.

## История
Посёлок образован в 1932 году. До 1991 года носил название 9-е отделение зерносовхоза Гигант. В посёлке имелось два животноводческих комплекса и мехотряд.

## Население
| 2010 |
| ---- |
| 341  |